# لواگا-فولبه
لواگا-فولبه شهری در شهرستان کونگوسی در استان بام در بورکینافاسوی شمالی است و جمعیت آن ۵۶ نفر است.